# Manufacturing Consent

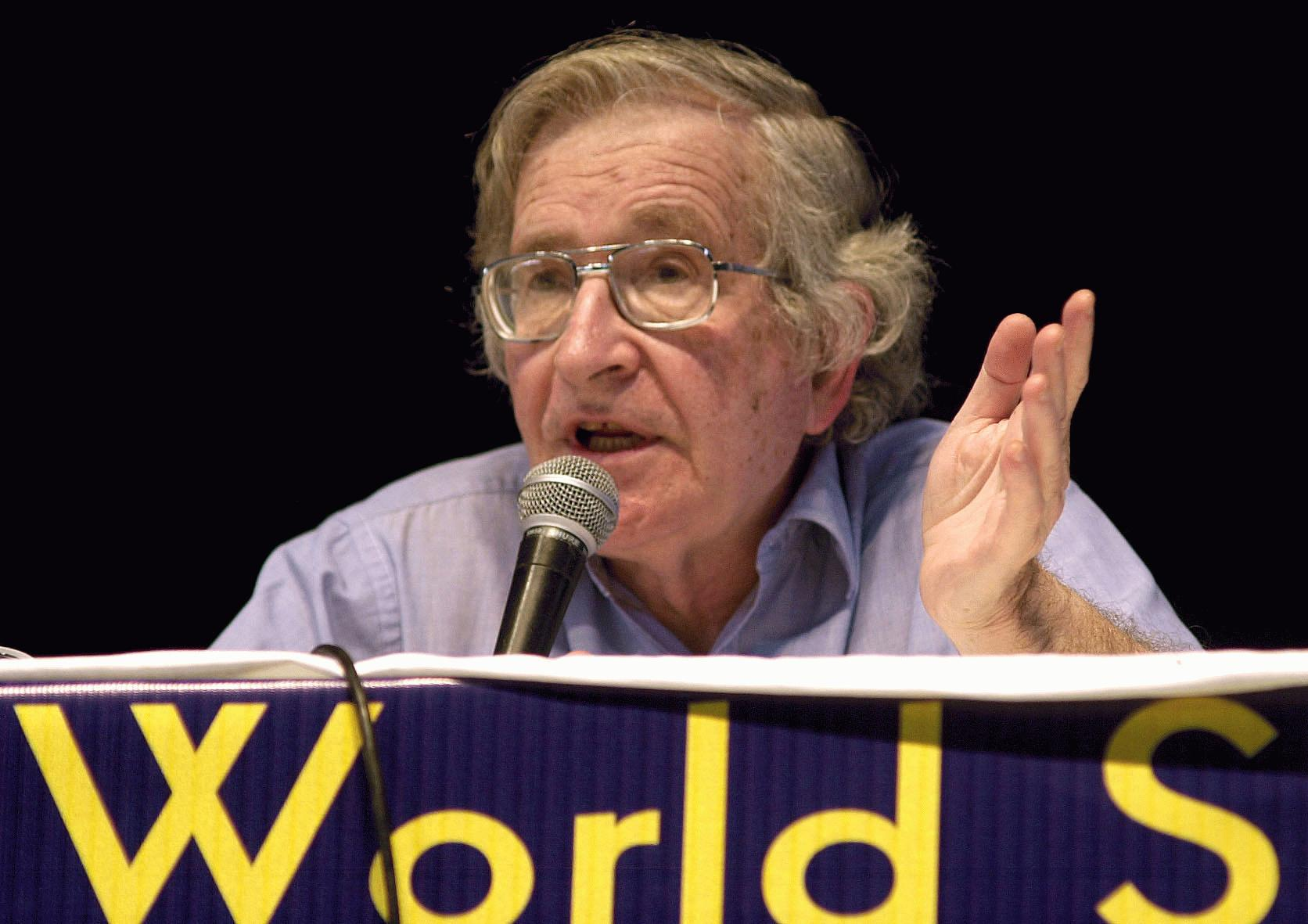
Noam Chomsky (2003)

Manufacturing Consent is een non-fictieboek van Noam Chomsky en Edward S. Herman uit 1988. Centraal hierin staat manipulatie van de massamedia door de Amerikaanse overheid en het grote bedrijfsleven, middels het door de auteurs benoemde propagandamodel.

## Inhoud

### Essentie
Chomsky en Herman leggen hun propagandamodel uit als een verzameling filters waar informatie doorheen gaat, voordat het burgers pas na deze censuur bereikt. Deze worden zowel in stand gehouden door de informatieverschaffers (met name de overheid en het grote bedrijfsleven) richting de media, als door massamedia zelf, om bronnen niet van zich te vervreemden. Daarbij bestaan er voor de Verenigde Staten slachtoffers die ertoe doen én die er niet toe doen, aldus Manufacturing Consent. Chomsky en Herman passen het model toe op een aantal gebeurtenissen uit de actualiteit van de Verenigde Staten in de tweede helft van de 20e eeuw.

### Behandelde onderwerpen
- Bemoeienissen van de Verenigde Staten met verkiezingen in El Salvador
- Bemoeienissen van de Verenigde Staten met verkiezingen in Guatemala
- Bemoeienissen van de Verenigde Staten met verkiezingen in Nicaragua
- Het vermeende complot van de KGB en Bulgarije om de paus te vermoorden
- De Vietnamoorlog: Vietnam
- De Vietnamoorlog: Cambodja en het bewind van Pol Pot
- De Vietnamoorlog:  Laos